# Aguilera (volcan)
Pour les articles homonymes, voir Aguilera.
L'Aguilera ou Cerro Aguilera, en espagnol Volcán Aguilera, est un volcan du Chili qui s'élève en bordure du champ de glace Sud de Patagonie. Il n'a été gravi pour la première fois qu'en 2014.

## Toponymie
La montagne est nommée par le père Alberto Maria De Agostini lors de la première ascension du Cerro Mayo le 14 janvier 1931 en l'honneur d'Abraham Aguilera Bravo (1884-1933), premier vicaire apostolique de Punta Arenas.

## Géographie
L'Aguilera est situé dans le Sud du Chili, dans la cordillère de Patagonie, la partie méridionale des Andes située dans la région du même nom. Administrativement, la montagne est située dans la province d'Última Esperanza de la région de Magallanes et Antarctique chilien, à un peu plus de vingt kilomètres à l'ouest de la frontière argentine ; il est inclus dans le parc national Bernardo O'Higgins.
Le sommet s'élève à la bordure méridionale du champ de glace Sud de Patagonie, l'un des deux champs de glace d'Amérique du Sud, l'autre étant le champ de glace Nord. Il domine une région englacée au nord et à l'ouest tandis qu'à l'est et au sud s'écoulent deux glaciers de vallée se dirigeant vers le Seno Andrew.

## Histoire
L'expédition Uncharted Volcán Aguilera-Hielo Sur-2014, composée des Chiliens Camilo Rada, Viviana Callahan et Ines Dusaillant, de l'Argentine Natalia Martínez et de l'Américain Evan Miles, a pour objectif d'atteindre le sommet et de topographier la zone. Le 29 août 2014, les cinq réussissent la première ascension après neuf jours d'approche et 25 heures d'ascension.